# Рональд Лаудер
Рональд Стівен Лаудер (англ. Ronald Lauder; 26 лютого 1944, Нью-Йорк, США) — американський бізнесмен, колекціонер мистецтва та політичний діяч. Він є спадкоємцем компанії Estée Lauder і президентом Світового єврейського конгресу.

## Життєпис

### Ранні роки життя та освіта
Лодер народився в Нью-Йорку в єврейській родині, сині Есті Лаудер та Джозефа Лаудера, засновників Estée Lauder Companies. Він молодший брат Леонарда Лаудера, голови правління Estée Lauder.
Рональд навчався в Бронкській вищій науковій школі. Здобув ступінь бакалавра з міжнародного бізнесу в Школі Вортона Університету Пенсільванії. Навчався в Паризькому університеті та отримав сертифікат міжнародного бізнесу в Брюссельському університеті.

### Кар'єра
Лаудер почав працювати в компанії Estée Lauder в 1964 році. У 1984 році він став заступником помічника міністра оборони з питань європейської політики та політики НАТО в Міністерстві оборони США.
У 1986 році Рональд Рейган призначив його послом США в Австрії, посаду, яку він обіймав до 1987 року. Як посол, він звільнив дипломатичного офіцера Фелікса Блоха, який пізніше став відомим у справі про шпигунство Роберта Гансена.
Будучи республіканцем, він зробив ставку на посаду мера Нью-Йорка в 1989 році, програвши Руді Джуліані.
Лаудер управляє інвестиціями в нерухомість та засоби масової інформації, зокрема центральноєвропейські медіа-підприємства та ізраїльське телебачення. У 2010 році Лодер заснував RWL Water, LLC.

### Меценатська і філантропська діяльність
Лаудер бере активну участь у численних громадських організаціях, включаючи Конференцію президентів найбільших американських єврейських організацій, Єврейський національний фонд, Світовий єврейський конгрес, Американський єврейський спільний розподільчий комітет, Лігу проти наклепництва, Єврейську духовну семінарію, Університет Брандейса та Фонд Авраама.  
Зі своїм братом він заснував Інститут Лаудера в школі бізнесу Вортона. Лаудер також працював головою фінансів Республіканського державного комітету Нью-Йорка. 
У 2003 році Лодер заснував і став президентом Школи бізнесу Лаудера у Відні, Австрія. 
Лаудер очолив рух за введення обмежень строків у міській раді Нью-Йорка, які згодом були накладені на більшість обраних посадових осіб Нью-Йорка, включаючи мера та міську раду, після загальноміського референдуму в 1993 році. У 1996 році виборці відхилили пропозицію ради про продовження обмеження терміну.  

## Мистецтво
16 листопада 2001 року Лаудер відкрив Neue Galerie у Нью-Йорку, художній музей через дорогу від Музею мистецтв Метрополітен. Neue Galerie присвячена мистецтву Німеччини та Австрії початку ХХ століття. Тут зберігається одна з найкращих у світі колекцій творів Еґона Шіле.
18 червня 2006 року Лаудер придбав у Марії Альтман та її сім'ї картину «Портрет Адель Блох-Бауер I» Густава Клімта за 135 мільйонів доларів — найвищу ціну, яку коли-небудь платили за картину на той час. Лаудер назвав картину «Наша Мона Ліза». Як повідомляється, він бачив портрет Клімта ще юнаком у Відні і з того часу ним захоплювався. Картина зараз є центральним елементом колекції музею. 
У Лаудера також є найбільша у світі приватна колекція середньовічних та ренесансних обладунків.
Лодер є почесним довіреною особою Всесвітнього фонду пам'яток, що базується в Нью-Йорку, і має на меті захист об'єктів культурної спадщини, що перебувають під загрозою зникнення, у цілому світі.